# Witte klokvogel
De witte klokvogel (Procnias albus) is een zangvogel uit de familie Cotingidae (cotinga's).
Anno 2019 is deze soort bekend als de luidste vogel, met kreten die 125 decibel halen.

## Verspreiding en leefgebied
Deze soort komt voor in het noordoosten van het Amazonegebied en telt twee ondersoorten:
- P. a. albus: Venezuela, de Guyana's en noordoostelijk Brazilië.
- P. a. wallacei: zuidoostelijk Pará (Brazilië).

## Status
De grootte van de populatie is niet gekwantificeerd maar de soort wordt omschreven als schaars. Op de Rode lijst van de IUCN heeft deze soort de status niet bedreigd.